# Balatoni Kamill

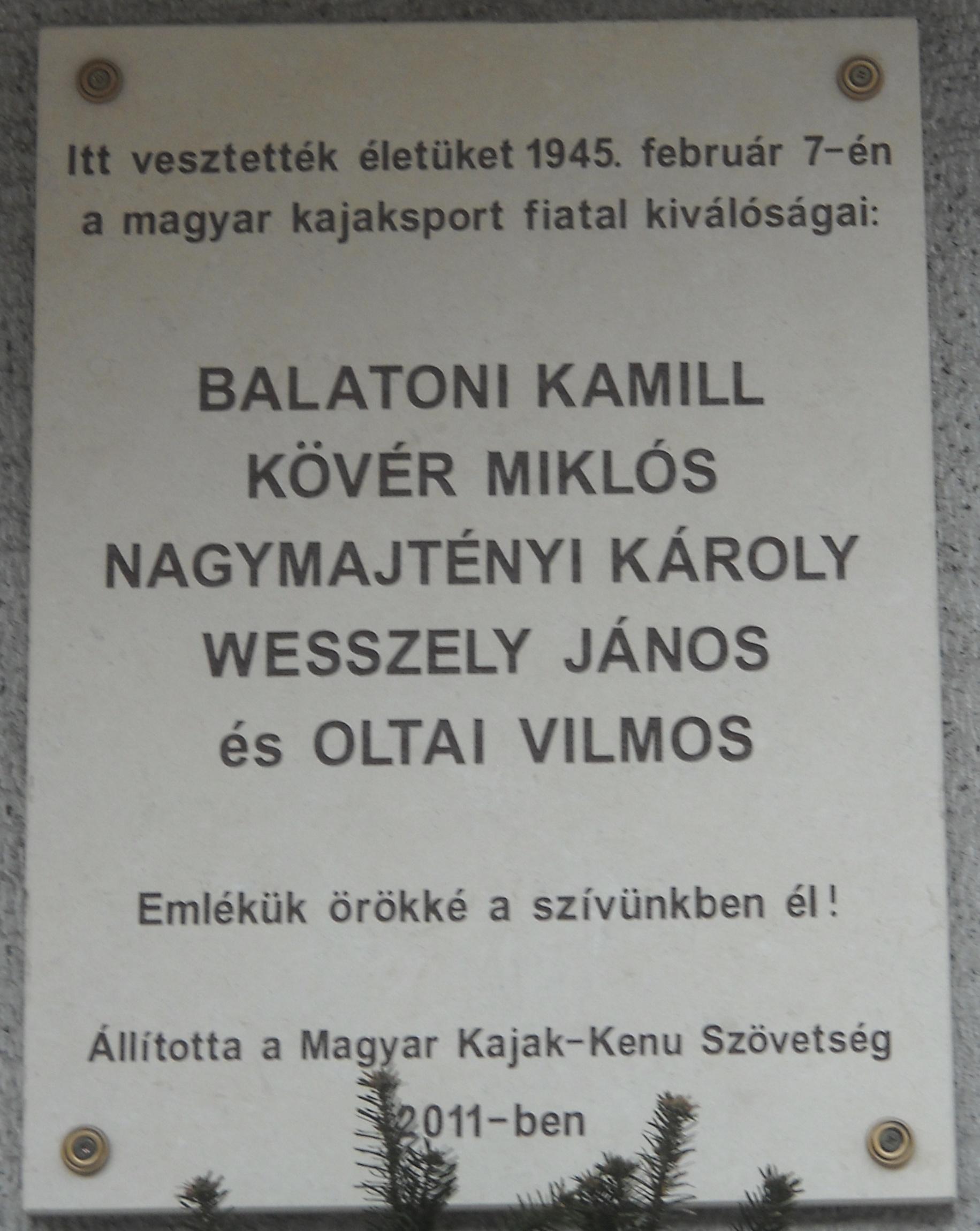
Balatoni Kamill és társai emléktáblája Budapest II. kerületében, a Csalogány utca 9-11. szám alatt

Balatoni Kamill, eredetileg Bahnholzer (Budapest, 1912. – Budapest, 1945. február 7.) kajakozó, edző, sportvezető, kartonnyomó mester.

## Életútja
Bahnholzer Alfonz és Landler Mária fiaként született. 1938-tól a Karakán Kajak Klub, 1944-től a Pannónia TE kajakozója volt. A sportág első világbajnokságán 1938-ban faltboat (összerakható kajak) kategóriában 2. helyezett lett, ezzel megszerezve a magyar kajak-kenu sport első világbajnoki érmét. Kajakozásban ő volt az első magyar bajnok, pályafutása alatt összesen harminc magyar bajnokságot nyert. 1941-től a Weisz Manfréd Torna Klub kajak-kenu szakosztályának edzője, majd 1942-től a magyar kajak-kenu válogatott első szövetségi kapitánya lett. Edzőként újszerű edzésmódszereivel megalapozta a későbbi magyar sikereket a sportágban. A második világháború végén katonaszökevényként egy SS különítmény meggyilkolta.
Emlékére rendezik a Balatoni Kamill-emlékversenyt.

## Sporteredményei
- világbajnoki 2. helyezett (faltboat egyes, 10 000 m: 1938)
- harmincszoros magyar bajnok
  - kajak egyes 1 000 m: 1938, 1939, 1940, 1941, 1942
  - kajak egyes 10 000 m: 1938, 1939, 1940, 1941, 1942, 1943
  - kajak kettes 1 000 m: 1938, 1939, 1940, 1941, 1942
  - kajak kettes 10 000 m: 1938, 1939, 1940, 1942
  - kajak négyes 1 000 m: 1942, 1943
  - faltboat egyes 10 000 m: 1938, 1939, 1940, 1941, 1942, 1943
  - faltboat kettes 10 000 m: 1938, 1939